# إمبراطورية فيجاياناغارا
إمبراطورية فيجاياناغارا (بالإنكليزية:Vijayanagara Empire) وتشير إلى مملكة بيسناغا المنشأة من قبل برتغالي الهند. أنشأت هذه الإمبراطورية في إقليم دكن جنوبي الهند. تأسست هذه الإمبراطورية سنة 1336 على يد هاريارا الأول وأخيه بوكا ريا الأول. وقد ساهم صعود هذه الإمبراطورية من درء التوسع الإسلامي لجنوب الهند في أواخر القرن الثالث عشر. استمرت هذه الإمبراطورية حتى سنة 1646 على الرغم من تراجع قوتها بعد هزيمة سنة 1565 من قبل سلطنات دكن. سميت هذه الإمبراطورية على اسم عاصمتها فيجاياناغارا وتحيط بها حالياً العديد من الأطلال مثل هامبي المدرجة حالياً ضمن مواقع التراث العالمي في الهند.

## التاريخ
اقتُرحت نظريات مختلفة حول أصول إمبراطورية فيجاياناغارا، يقترح العديد من المؤرخين أن هاريهارا الأول وبوكا الأول - مؤسسا الإمبراطورية - كانا من الكاناديجاس، وربما كانا من قادة جيش إمبراطورية هويسالا المتمركز في منطقة تونغابهادرا للتصدي للغزوات الإسلامية القادمة من شمال الهند. يعتقد آخرون أن مؤسسي إمبراطورية فيجاياناغارا كانوا من التيلجو التابعين لمملكة كاكاتيا، ثم سيطروا على الأجزاء الشمالية من إمبراطورية هويسالا في فترة انحطاطها. على كل حال وبغض النظر عن أصل الإمبراطورية، يتفق المؤرخون على أن قادتها الأوائل تلقوا الدعم والإلهام من فيدياراني وهو راهب كان يعيش في دير سرينغيري لمحاربة الغزو الإسلامي لجنوب الهند. كشفت كتابات الرحالة الأجانب خلال أواخر العصور الوسطى، بالإضافة لعمليات التنقيب الحديثة في إمبراطورية فيجاياناغارا عن معلومات هامة حول تاريخ الإمبراطورية وقلاعها والتطورات العلمية والابتكارات المعمارية فيها.
تعرضت المدن الهندية في ديكان للغزو المتكرر من قبل المسلمين في الشمال قبل ظهور إمبراطورية فيجاياناغارا في أوائل القرن الرابع عشر، وبحلول عام 1336 استولت جيوش السلطان علاء الدين خلجي ومحمد بن تغلوق سلطان دلهي على منطقة شمال ديكان، أما في جنوب ديكان فقد أعلن أحد قادة جيوش هويسالا سينجيا ناياكا الثالث (1280-1300م) الاستقلال بعد أن استولت القوات المسلمة التابعة لسلطنة دلهي على أراضي سيونا يادافاس ديفاجيري في عام 1294م، وأنشأ مملكة كمبيلي، لكنها كانت مملكة قصيرة العمر خلال الفترة الصراعات هذه. ظهرت هذه المملكة بالقرب من جولبارجا ونهر تونغابهادرا في الأجزاء الشمالية الشرقية من ولاية كارناتاكا الحالية. بعد انتصار جيوش سلطنة دلهي، أرسل قائد الجيش المنتصر مالك زاده أنباء فوزه على مملكة كمبيلي إلى السلطان محمد بن تغلوق في دلهي مع رأس ملك كمبيلي المحشو بالقش. أما في داخل كامبيلي فقد قام عدد من السكان بانتحار جماعي في يوم الهزيمة. بعد ثماني سنوات من هذه الحادثة ظهرت إمبراطورية فيجايانجارا في عام 1336م على أنقاض مملكة كامبيلي.
سيطر القائد هاريهارا الأولى خلال أول عقدين من تأسيس الإمبراطورية على معظم المنطقة الممتدة جنوب نهر تونغابهادرا، ولُقب بسيد البحار الشرقية والغربية. بحلول عام 1374 كان بوكا الأول خليفة هاريهارا الأول قد استولى على آركوت وكوندافيدو وهزم سلطان مادوراي وسيطر على جوا في الغرب ونهر كريشنا في الشمال. كان ثروات الإمبراطورية في إمارة أنيكوندي على الضفاف الشمالية لنهر تونغابهادرا (في كارناتاكا اليوم)، ونُقلت لاحقًا إلى فيجاياناغارا على ضفاف النهر الجنوبية في عهد بوكا الأول، لأنه كان من الأسهل حمايتها من غزوات الجيوش الإسلامية في الشمال.

## الحكومة
حافظ حكام إمبراطورية فيجاياناغارا على الأساليب الإدارية الجيدة للحكم التي طورها أسلافهم في ممالك هويسالا وكاكاتيا وبانديا، وقاموا ببعض التغييرات عند الضرورة فقط. كان للملك السلطة العليا بمساعدة من مجلس الوزراء، الذي يرأسه رئيس الوزراء (ماهابرادانا)، ومن الوظائف العليا الهامة السكرتير الرئيسي للملك (كاراكارثا أو راياسوامي) والضباط الإمبراطوريون (أديكاري). استخدم مكتب سكرتارية أيضًا بالقرب من قصر الملك للحفاظ على السجلات الرسمية مع ختمها بختم الملك. أما على المستويات الإدارية الأدنى فقد أشرف الإقطاعيون على إدارة أراضيهم عن طريق المحاسبين والحراس. قُسم القصر الملكي من الناحية الإدارية إلى 72 قسمًا في كلٍّ منها عدد كبير من الجواري المُدربات على التعامل مع الأمور الإدارية البسيطة وخدمة الرجال النبلاء كمحظيات. قُسمت إمبراطورية فيجاياناغارا إلى خمس مقاطعات رئيسية، يرأس كل منها حاكم ينتمي للعائلة المالكة، وتقسم كل مقاطعة بدورها إلى عدة مناطق وكل منطقة إلى عدة بلدات، وقد استخدمت اللغة الأصلية في كل مقاطعة لتسهيل التعاملات الإدارية.
كان الملك هو الذي يقود الجيش في ساحة المعركة، ونادرًا ما تضمنت استراتيجيات الحرب لإمبراطورية فيجاياناغارا غزوات واسعة النطاق، بل استخدموا أساليب مهاجمة وتدمير الحصون الفردية، وكانت جيوش إمبراطورية فيجاياناغارا من بين أوائل الجيوش التي استخدمت المدفعية بعيدة المدى في الهند وغالبًا ما عمل على هذه المدافع جنود أجانب مثل أولئك القادمين من تركمانستان. تكون الجيش من قسمين: جيش الملك الشخصي الذي تجنده الإمبراطورية، والجيش الإقطاعي الذي يُجنده ملاك الأراضي عند اندلاع الحروب. تألف الجيش الشخصي للملك كريشناديفارايا من 100 ألف جندي من المشاة و20 ألف من الفرسان وأكثر من 900 فيل، وقد شكلت هذه القوات جزءًا بسيطًا من الجيش الكلي الذي وصل تعداده إلى 1,1 مليون جندي. ينتمي جنود الجيش إلى جميع طبقات المجتمع، ويتألفون من رماة وفرسان يرتدون سترات مبطنة ودروعًا مع السيوف التي تحمل في الأحزمة، بالإضافة لجنود يحملون دروعًا كبيرة جدًا مزودة بأنياب لإحداث أكبر قدر من الضرر في صفوف الأعداء خلال المعركة.

## الاقتصاد
زُرعت البقول والقطنيات في المناطق شبه القاحلة من الإمبراطورية، بينما ازدهر قصب السكر والأرز والقمح في المناطق الممطرة، وكانت أوراق اليقطين الهندي والأريقا وجوز الهند هي المحاصيل الرئيسية التي تستخدم للتبادل. غذَّت مزارع القطن مراكز صناعة النسيج المنتشرة بكثرة في الإمبراطورية، ونمت التوابل مثل الكركم والفلفل والهيل والزنجبيل في منطقة تل مالند النائية ونقلت إلى المدن للتجارة. كانت عاصمة الإمبراطورية مركزًا تجاريًا مزدهرًا، وتضمنت سوقًا خاصًا يحتوي على كميات كبيرة من الأحجار الكريمة والذهب. وفر بناء المعابد فرص العمل لآلاف البنائين والنحاتين وغيرهم من الحرفيين المهرة.
كانت ملكية الأرض مسألة مهمة، وكان معظم المزارعين مُستأجرين منحوا حق الملكية الجزئية للأرض بمرور الوقت. وقد ميزت السياسات الضريبية التي تشجع على زراعة المنتجات المطلوبة بين الرسوم الضريبية المفروضة على كل نوع من المنتجات. فعلى سبيل المثال كانت بتلات الورود مهمة للعطارين، لذا فإن زراعة الورود خضعت لضرائب أقل. ازدهرت التجارة مع الصين وشملت الصادرات القطن والتوابل والجواهر والأحجار الكريمة والعاج وقرون وحيد القرن والأبنوس والعنبر والمرجان والمنتجات العطرية. زارت سفن تجارية كبيرة من الصين الإمبراطورية بشكلٍ متكرر، حاملة معها المنتجات الصينية إلى موانئ الإمبراطورية التي يقدر عددها بأكثر من 300 ميناء على بحر العرب وخليج البنغال، وكان أهم هذه الموانئ: نغالور وهونافار وباتكال وباركور وكوتشين وكانانور وماكيليباتنام ودارمادام.